# 2054 Gawain
2054 Gawain è un asteroide della fascia principale del diametro medio di circa 20 km. Scoperto nel 1960, presenta un'orbita caratterizzata da un semiasse maggiore pari a 2,9629031 UA e da un'eccentricità di 0,1035012, inclinata di 3,78656° rispetto all'eclittica.
L'asteroide ha questo nome per ricordare Gawain o Galvano, cavaliere di re Artù.